# Crez
În diferite contexte, cuvântul Crez poate avea diverse semnificații.
- Aplicat unei persoane, el descrie totalitatea principiilor sau convingerilor acestuia, concepția sa despre viață.
- În cadrul bisericilor creștine, Crezul este Simbolul de credință, adică o scurtă mărturisire de credință comună cu un sens precis, cu un contur delimitat, în fine cu un sens dogmatic major.[1]